# Tupsu (ö i Mellersta Finland, Jämsä)
Tupsu är en liten ö i Finland. Den ligger i sjön Päijänne och i kommunen Jämsä i den ekonomiska regionen  Jämsä  och landskapet Mellersta Finland, i den södra delen av landet, 190 km norr om huvudstaden Helsingfors. Öns area är 18,9 hektar och dess största längd är 0,7 kilometer i nord-sydlig riktning.